# Uristes californicus
Uristes californicus är en kräftdjursart som beskrevs av Hurley 1963. Uristes californicus ingår i släktet Uristes och familjen Uristidae. Inga underarter finns listade i Catalogue of Life.